# Honda Motor Football Club 1988-1989
Questa voce raccoglie le informazioni riguardanti l'Honda Motor Football Club nelle competizioni ufficiali della stagione 1988-1990.

## Stagione
Eliminato immediatamente eliminato dalla Coppa di Lega l'Honda Motor, dopo un buon inizio di campionato che lo porterà ai piani alti della classifica, calerà progressivamente il proprio rendimento sino a concludere il torneo nelle posizioni medio-basse della graduatoria. A metà stagione la squadra disputerà la Coppa dell'Imperatore, dove subirà un'eliminazione ai quarti di finale per mano dello Yamaha Motors.

## Maglie e sponsor
Le maglie, prodotte dall'Adidas, recano sulla parte anteriore l'iscrizione Honda.
| Manica sinistra · Maglietta · Manica destra · Pantaloncini · Calzettoni | Manica sinistra · Maglietta · Manica destra · Pantaloncini · Calzettoni |  |

## Rosa
| N. |                     | Ruolo | Calciatore           |
| -- | ------------------- | ----- | -------------------- |
| 1  | Giappone (bandiera) | P     | Nobuhiro Takeda      |
| 2  | Giappone (bandiera) | D     | Seiichi Negishi      |
| 3  | Giappone (bandiera) | D     | Toshimitsu Furukoshi |
| 4  | Giappone (bandiera) | D     | Yasuharu Kurata      |
| 6  | Giappone (bandiera) | C     | Toshinori Yato       |
| 7  | Giappone (bandiera) | D     | Mikiya Kanzaki       |
| 8  | Giappone (bandiera) | D     | Toshinobu Katsuya    |
| 9  | Giappone (bandiera) | C     | Shigemitsu Egawa     |
| 10 | Giappone (bandiera) | A     | Takashi Sekizuka     |
| 11 | Giappone (bandiera) | A     | Masanao Sasaki       |
| 12 | Giappone (bandiera) | A     | Shigeru Ando         |
| 13 | Giappone (bandiera) | C     | Tsuyoshi Kitazawa    |
| 14 | Giappone (bandiera) | C     | Matsuichi Yamada     |

| N. |                     | Ruolo | Calciatore        |
| -- | ------------------- | ----- | ----------------- |
| 15 | Giappone (bandiera) | C     | Sugao Kambe       |
| 16 | Giappone (bandiera) | D     | Makoto Hirata     |
| 17 | Giappone (bandiera) | A     | Hisashi Kurosaki  |
| 18 | Giappone (bandiera) | A     | Yasuto Honda      |
| 22 | Brasile (bandiera)  | C     | Messias           |
| 25 | Giappone (bandiera) | P     | Masaaki Furukawa  |
| 30 | Giappone (bandiera) | P     | Masataka Imai     |
|    | Giappone (bandiera) | D     | Takao Nonaka      |
|    | Giappone (bandiera) | C     | Kunio Kitamura    |
|    | Brasile (bandiera)  | C     | Marakaja          |
|    | Giappone (bandiera) |       | Toshinori Katsuya |
|    | Brasile (bandiera)  |       | Da Silva          |

## Risultati

### JSL Division 1

#### Girone di andata
| Hamamatsu 25 settembre 1988 | Honda Motor | 0 – 2 | Nissan Motors |  |

| Osaka 1º ottobre 1988 | Yanmar Diesel | 1 – 1 | Honda Motor |  |

| Yokohama 5 ottobre 1988 | Furukawa Electric | 0 – 1 | Honda Motor |  |

| Hamamatsu 9 ottobre 1988 | Honda Motor | 1 – 0 | ANA |  |

| Tokyo 16 ottobre 1989 | Fujita | 1 – 0 | Honda Motor |  |

| Osaka 23 ottobre 1988 | Matsushita Electric | 3 – 4 | Honda Motor |  |

| Hamamatsu 30 ottobre 1988 | Honda Motor | 1 – 1 | Yamaha Motors |  |

| Hamamatsu 5 novembre 1988 | Honda Motor | 0 – 1 | Sumitomo Metals |  |

| Tokyo 13 novembre 1988 | Yomiuri | 2 – 0 | Honda Motor |  |

| Kawasaki 20 novembre 1988 | NKK | 1 – 1 | Honda Motor |  |

| Hamamatsu 27 novembre 1988 | Honda Motor | 2 – 1 | Mitsubishi Heavy Ind. |  |

#### Girone di ritorno
| Hamamatsu 26 febbraio 1989 | Honda Motor | 0 – 1 | Fujita | Honda Soccer Stadium |

| Yokohama 5 marzo 1989 | ANA | 0 – 1 | Honda Motor |  |

| Hamamatsu 12 marzo 1989 | Honda Motor | 1 – 1 | Yanmar Diesel |  |

| Hamamatsu 19 marzo 1989 | Honda Motor | 1 – 2 | Matsushita Electric |  |

| Iwata 26 marzo 1989 | Yamaha Motors | 3 – 2 | Honda Motor |  |

| Kashima 2 aprile 1989 | Sumitomo Metals | 1 – 0 | Honda Motor |  |

| Hamamatsu 9 aprile 1989 | Honda Motor | 0 – 0 | Yomiuri |  |

| Hamamatsu 15 aprile 1989 | Honda Motor | 1 – 1 | NKK |  |

| Tokyo 22 aprile 1989 | Mitsubishi Heavy Ind. | 3 – 2 | Honda Motor |  |

| Yokohama 26 aprile 1989 | Nissan Motors | 1 – 0 | Honda Motor |  |

| Hamamatsu 30 aprile 1989 | Honda Motor | 1 – 1 | Furukawa Electric |  |

### Coppa dell'Imperatore
| Toyota 24 dicembre 1988 | Aoyama Gakuin Daigaku | 0 – 8 | Honda Motor |  |

| Toyota 25 dicembre 1988 | Cosmo Oil | 0 – 2 | Honda Motor |  |

| Osaka 27 dicembre 1988 | Yamaha Motors | 2 – 0 | Honda Motor |  |

### Japan Soccer League Cup
| Hamamatsu 3 settembre 1988                   | Honda Motor          | 1 – 1 (d.t.s.) | Mazda |  |
| \| \| \| \| \| \| Tiri di rigore 3 – 4 \| \| |                      |                |       |  |
|                                              |                      |                |       |  |
|                                              | Tiri di rigore 3 – 4 |                |       |  |

## Statistiche

### Statistiche di squadra
| Competizione          | Punti | Totale | Totale | Totale | Totale | Totale | Totale | DR |
| Competizione          | Punti | G      | V      | N      | P      | Gf     | Gs     | DR |
| --------------------- | ----- | ------ | ------ | ------ | ------ | ------ | ------ | -- |
| JSL Division 1        | 27    | 22     | 7      | 6      | 9      | 20     | 23     | -3 |
| JSL Cup               | -     | 1      | 0      | 1      | 0      | 1      | 1      | 0  |
| Coppa dell'Imperatore | -     | 3      | 2      | 0      | 1      | 10     | 2      | +8 |
| Totale                | -     | 26     | 9      | 7      | 10     | 31     | 26     | +5 |